# Prawo urzędnicze
Prawo urzędnicze – zespół norm prawnych stanowiących część prawa pracy, które określają zasady zatrudniania na stanowiskach urzędniczych (merytorycznych) w określonych działach służby państwowej – w administracji rządowej i samorządowej, a także w urzędach obsługujących inne organy władzy i pozarządowej administracji państwowej.

## Funkcje prawa urzędniczego
Prawo urzędnicze spełnia dwie podstawowe funkcje będące zarazem odzwierciedleniem funkcji prawa pracy. Wyróżniamy:
- funkcję organizacyjną – stwarzającą optymalne warunki realizacji zadań państwowych za sprawą zawodowego aparatu urzędniczego,
- funkcję ochronną – zabezpieczającą odpowiedni status zawodowy i socjalny urzędników.

Ukształtowanie prawa urzędniczego jako prawa pracy zapewnia określony standard uprawnień typowych dla statusu pracowniczego – realizację zasady wolności pracy, godności osobistej, urlopów, płac, ochrony pracy i ochrony sądowej oraz stabilizacji zatrudnienia.

## Źródła prawa urzędniczego
Źródła prawa urzędniczego odzwierciedlają kształt powszechnego systemu prawa w Polsce. Determinują je właściwości prawa pracy oraz cechy jednostek organizacyjnych (w których prawo pracy znajduje zastosowanie).
- źródła prawa powszechnie obowiązującego – zgodnie z art. 87 ust. 1 Konstytucji RP są to: Konstytucja, ustawy, ratyfikowane umowy międzynarodowe oraz rozporządzenia,
- ustawa o służbie cywilnej – określa ona zasady zatrudniania w administracji rządowej,
- ustawa o pracownikach urzędów państwowych – reguluje zasady zatrudnienia w urzędach obsługujących organy władzy,
- ustawa o pracownikach samorządowych – reguluje zasady zatrudniania w administracji samorządowej,
- ustawy szczególne modyfikujące lub uzupełniające rozwiązania przyjęte w powszechnym prawie pracy w stosunku do pracowników sfery publicznej.

## Historia prawa urzędniczego
Historyczne początki administracji przypadają na czasy antyczne. Aparat urzędniczy zmieniał się wraz z rozwojem cywilizacji. Rozbudowany aparat urzędniczy funkcjonował w starożytnym Rzymie już w okresie republiki. Kandydaci na urzędników musieli posiadać obywatelstwo rzymskie, pełnoletniość, wolne pochodzenie oraz urodzić się mężczyzną. Urzędy funkcjonowały na zasadzie kolegialności, wybieralności, kadencyjności, bezpłatności oraz odpowiedzialności przed zgromadzeniem ludowym i poszczególnymi obywatelami.
Narodziny nowożytnej administracji wiążą się z epoką monarchii absolutnej. Wtedy właśnie zaczęto rozdzielać służbę dworską od państwowej, przy czym dworskie z czasem traciły swoją pozycję. Silny aparat urzędniczy realizował politykę państwa w bardzo wielu sferach życia społecznego i gospodarczego. Z czasem urząd przestał być sługą monarchii a stał się sługą państwa.
Wpływ na kształtowanie się prawa urzędniczego w wielu krajach europejskich wywarł wzorzec stosunku służbowego wykształcony w Prusach w XVIII wieku. Jego istota polegała na osobistej więzi między urzędnikiem a władcą. Urzędnik posiadał rozległe obowiązki konkretyzowane przez rozkazy i instrukcje. W 1794 r. Landrecht pruski położył kres samowoli relacji władcy i urzędników. Z czasem zatrudnienie zaczęło charakteryzować stałość stosunku służbowego oraz szeroki zakres podporządkowania urzędnika władzy służbowej.
W XIX w. ukształtował się klasyczny, kontynentalny model zatrudnienia urzędniczego cechującego się dyspozycyjnością oraz stabilnością stosunków służbowych.

## Rozwój prawa urzędniczego w Polsce
Podstawowe znaczenie dla rozwoju polskiego prawa urzędniczego miała uchwalona 17 lutego 1922 r. ustawa o państwowej służbie cywilnej. Wyznaczała ona kształt prawa urzędniczego w okresie międzywojennym. Jej rozwiązania wywierają wpływ na współcześnie uchwalane ustawodawstwo normujące zatrudnienie w administracji państwowej. W doktrynie zaś, stanowią one punkt odniesienia do porównań i analiz.
Zmiany polityczno-ustrojowe po zakończeniu II wojny światowej wywarły wpływ na kierunek rozwoju prawa urzędniczego w następnych dekadach. Postulowaną zasadą była odwoływalność urzędników wszystkich stopni i w każdej chwili. Urzędnicy powinni tym samym zostać pozbawieni przywilejów przyznanych im przez prawo urzędnicze. Mianowanie jako podstawa nawiązania stosunku pracy z urzędnikami państwowymi stało się zbędne.
16 września 1982 r. uchwalona została ustawa o pracownikach urzędów państwowych która stała się wyrazem nowych tendencji w postrzeganiu roli urzędnika i służby państwowej. Stanowiła ona próbę powrotu do pierwotnych założeń prawa urzędniczego. Ustawa normowała najważniejsze elementy kariery urzędnika, w tym uprawnienia i obowiązki urzędników, nawiązanie i ustanie stosunku pracy czy dochodzenie roszczeń ze stosunku pracy. W świetle przepisów ustawy, urzędnicy nie byli funkcjonariuszami państwowymi w ścisłym tego pojęcia znaczeniu. Możliwość zatrudniania urzędników państwowych na podstawie umowy o pracę, możliwość rozwiązania stosunku pracy za porozumieniem stron lub za wypowiedzeniem dokonanym przez urzędnika, a także podobne elementy konstrukcyjne mianowania i umowy o pracę świadczą o występowaniu cech i konstrukcji o pracowniczym charakterze.
27 maja 1990 r. za sprawą ustawy reformującej system terenowych organów administracji państwowej oraz poprzez powołanie samorządu terytorialnego (początkowo na poziomie gminnym) powstała nowa grupa pracowników administracji publicznej. Z mocy prawa zostali oni pracownikami samorządowymi. Ich obowiązki i uprawnienia regulowała ustawa z dnia 22 marca 1990 r. o pracownikach samorządowych.
Zakres podmiotowy pragmatyki urzędniczej poszerzono poprzez reformę administracji publicznej z dnia 1 stycznia 1999 r. W wyniku tej reformy powstały nowe szczeble samorządu terytorialnego (powiat i województwo). Znowelizowana ustawa utrzymała wielość podstaw nawiązania stosunku pracy z pracownikami samorządowymi.
W połowie lat 90. na mocy ustawy z dnia 2 grudnia 1994 r. o pracownikach urzędów państwowych zrezygnowano z mianowania jako podstawy nawiązywania stosunków pracy z urzędnikami państwowymi. Ustawa z dnia 5 lipca 1996 r. o służbie cywilnej ukształtowała status prawny urzędnika służby cywilnej. Regulowała m.in. kwestie rygorów selekcyjnych, odpowiedzialność dyscyplinarną, a także rozwiązanie czy też zmianę treści stosunku pracy. Ustawa obowiązywało jednak bardzo krótko. 1 lipca 1999 r. weszła w życie ustawa z dnia 18 grudnia 1998 r. o służbie cywilnej. Konieczność zastąpienia poprzedniej ustawy nową, wynikała głównie z konieczności dostosowania przepisów o służbie cywilnej do zmian organizacyjnych aparatu państwowego (reforma administracji z 1 stycznia 1999 r.).
24 marca 2009 roku w życie weszła ustawa z dnia 24 listopada 2008 r. o służbie cywilnej. Przywróciła ona instytucję Szefa Służby Cywilnej jako centralnego organu administracji rządowej, właściwego w sprawach służby cywilnej. W 2009 roku w życie weszła nowa pragmatyka samorządowa przewidująca trzy podstawy nawiązania stosunku pracy: umowę o pracę, wybór oraz powołanie (zrezygnowano z mianowania). Stosunek pracy osób zatrudnionych na podstawie mianowania został przekształcony 1 stycznia 2012 r. w stosunek o pracę na czas nieokreślony.

## Podstawy zatrudnienia w prawie urzędniczym
W prawie urzędniczym wyróżnia się trzy sposoby zatrudnienia: mianowanie, umowę o pracę, powołanie oraz wyjątkowo – wybór.
Mianowanie jest stosunkiem urzędniczym opartym na akcie mianowania (nominacji). Jest najtrwalszą formą zatrudniania pracownika. Obecnie mianuje się m.in. nauczycieli akademickich oraz urzędników służby cywilnej.
Powołanie jest czynnością jednostronną, wywołującą podwójny skutek prawny: powierzenie stanowiska oraz nawiązanie stosunku pracy. W drodze powołania obsadzane są stanowiska kierownicze. Na podstawie powołania zatrudnia się m.in. skarbnika gminy (powiatu lub województwa), zastępcę wójta (burmistrza lub prezydenta miasta), Głównego Inspektora Pracy czy też etatowych członków Samorządowych Kolegiów Odwoławczych.
Stosunek pracy na podstawie wyboru następuje, jeśli z wyboru wynika obowiązek wykonywania pracy w charakterze pracownika. Stosunek pracy z wyboru nawiązują m.in. wójt, burmistrz oraz prezydent miasta.